# Vegadeo
Vegadeo (A Veiga en asturien) est une commune (concejo aux Asturies) située dans la communauté autonome des Asturies en Espagne. Elle est bordée au nord et à l'est par Castropol, au sud par Villanueva de Oscos, Taramundi et San Tirso de Abres, et à l'ouest par le fleuve Eo, qui la sépare des communes galiciennes de Trabada et Ribadeo, pour rejoindre San Tirso. 

## Géographie
La ville est située sur les rives de la rivière Suarón à son embouchure de l'estuaire de l'Eo. En fait, une grande partie du développement urbain de Vegadeo a été réalisée sur des terrains gagnés sur les marais fluviaux-maritimes, mais cause d'inondations fréquentes lorsque le drainage des pluies torrentielles des bassins des cours d'eau s'ajoute aux grandes marées océaniques. Certaines de ces inondations ont été particulièrement importantes, notamment celle de septembre 1969.

### Paroisses
La commune de Vegadeo est formée de six paroisses civiles :
- Abres
- Guiar
- Meredo
- Paramios
- Piantón
- Vegadeo

## Histoire
Les découvertes archéologiques dans la région montrent que la première présence humaine remonte au Néolithique et que les premiers établissements ont été le fait de tribus asturiennes, puis celtiques. À l'époque des castros, dont il existe de nombreux témoignages dans la région, les populations vivaient en paix et en prospérité avec les colonisateurs romains qui exploitaient les gisements d'or de la région.
Pour disposer des premiers documents historiques, il faut toutefois remonter aux cortes de Salamanque, sous la direction d'Alfonso VII, qui décident de faire don des terres de la vega de Ribadeo à Martin II (1143–1156), évêque d'Oviedo. En 1280 naît la commune de Castropol, qui comprend également ces terres, dont les habitants n'apprécient pas cette dépendance et protestent auprès de l'évêque, qui accorde la création d'un conseil de la Vega de Ribadeo qui se réunit à Piantón. 
L'indépendance et l'autonomie complètes n'interviendront cependant qu'en 1836, lorsqu'une réforme administrative sera menée à bien par le royaume d'Espagne et qu'en 1851 sera créée la municipalité de Vega de Ribadeo, avec pour capitale la ville de Vegadeo, où le siège municipal sera construit la même année et l'église paroissiale en 1854. En 1916, un décret royal a changé le nom de la municipalité Vega de Ribadeo en l'actuel Vegadeo. Entre-temps, une modeste industrialisation avait commencé avec l'établissement d'une usine d'armes en 1810, pendant la guerre d'indépendance espagnole.
Le XXe siècle a commencé avec la croissance de l'activité commerciale dans le port de Vegadeo et l'augmentation de la population de la municipalité, dont 60 % réside aujourd'hui dans la capitale et le reste dans les autres paroisses civiles et autres petits villages.

## Patrimoine
- La stèle funéraire trouvée à La Corredoira en 1932, dédiée à Nicer Clutosi, un prince de la tribu galicienne des Albiones qui habitait la région. Elle est conservée au musée archéologique d'Oviedo.
- La croix de Paramios (1770), qui, sur le chemin de Compostelle, présente un Christ et sur son revers une image de la Vierge de Chiquinquirá, vénérée en Amérique latine.
- L'église Saint-Étienne (de Esteban) à Piantón
- L'église paroissiale Saint-Jacques (de Santiago) d'Abres.
- Les palais ruraux et les maisons du XVIe siècle :
  - Le palais de Meredo ; la maison de Lastra à Vixande ; les maisons de Rego et La Corredoira à Piantón ; la maison de Villamil ; la maison d'El Campo ; le palais de Valledor et la maison de Parga à Vegadeo.
- Le pont médiéval à Piantón.

### Chemin de Compostelle
Depuis la mise en service (1987) du pont des Saints, certains pèlerins ont abandonné le passage par le pont de Fornacho (Abres). L'association des Amis du chemin de Saint-Jacques de Compostelle défend celui de pèlerinage historique, le seul reconnu officiellement, le Chemin du Nord, à sa frontière avec la Galice, marqué par des coquilles Saint-Jacques sur des cairns.

## Galerie

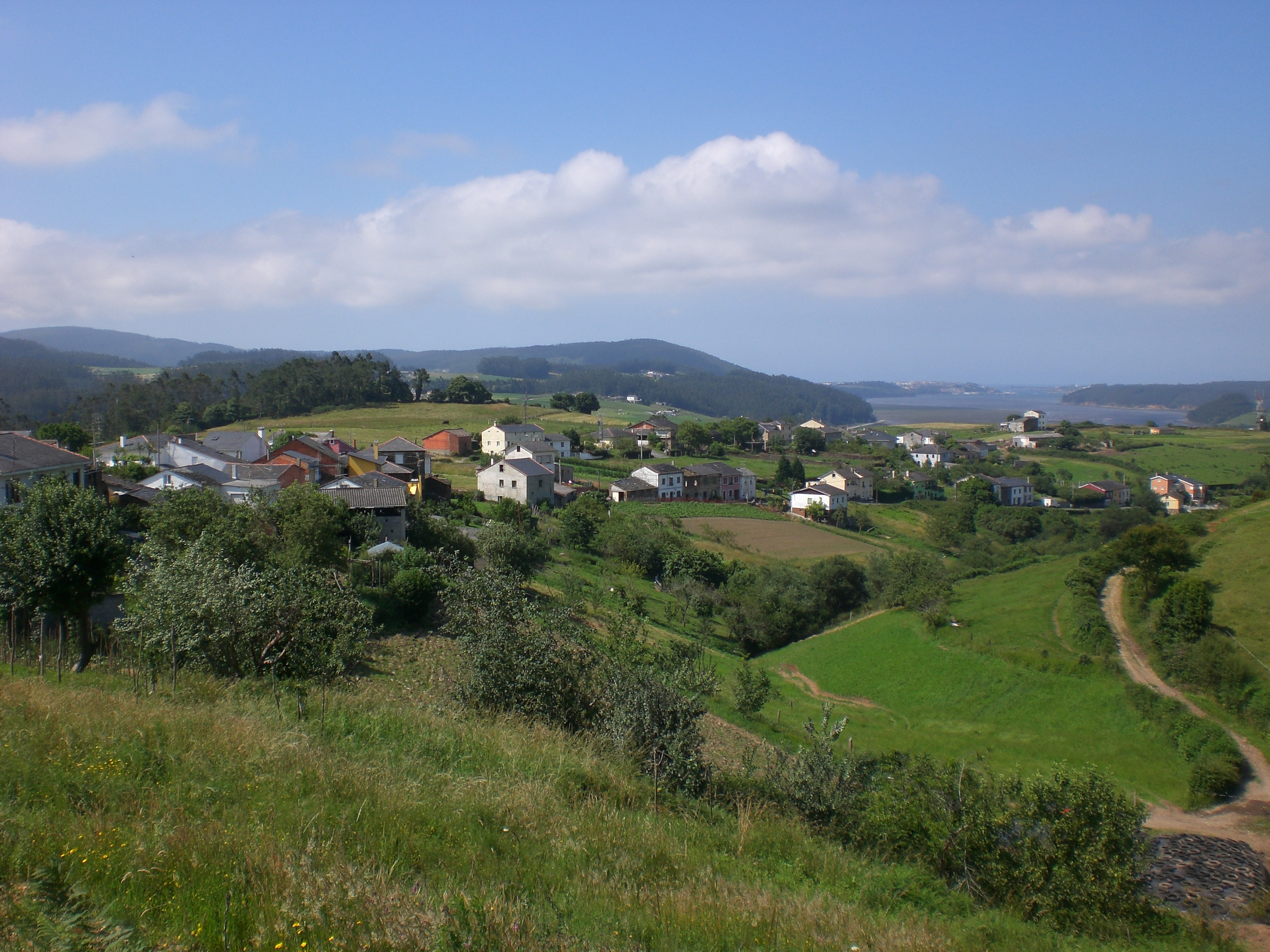
Village de Miou.
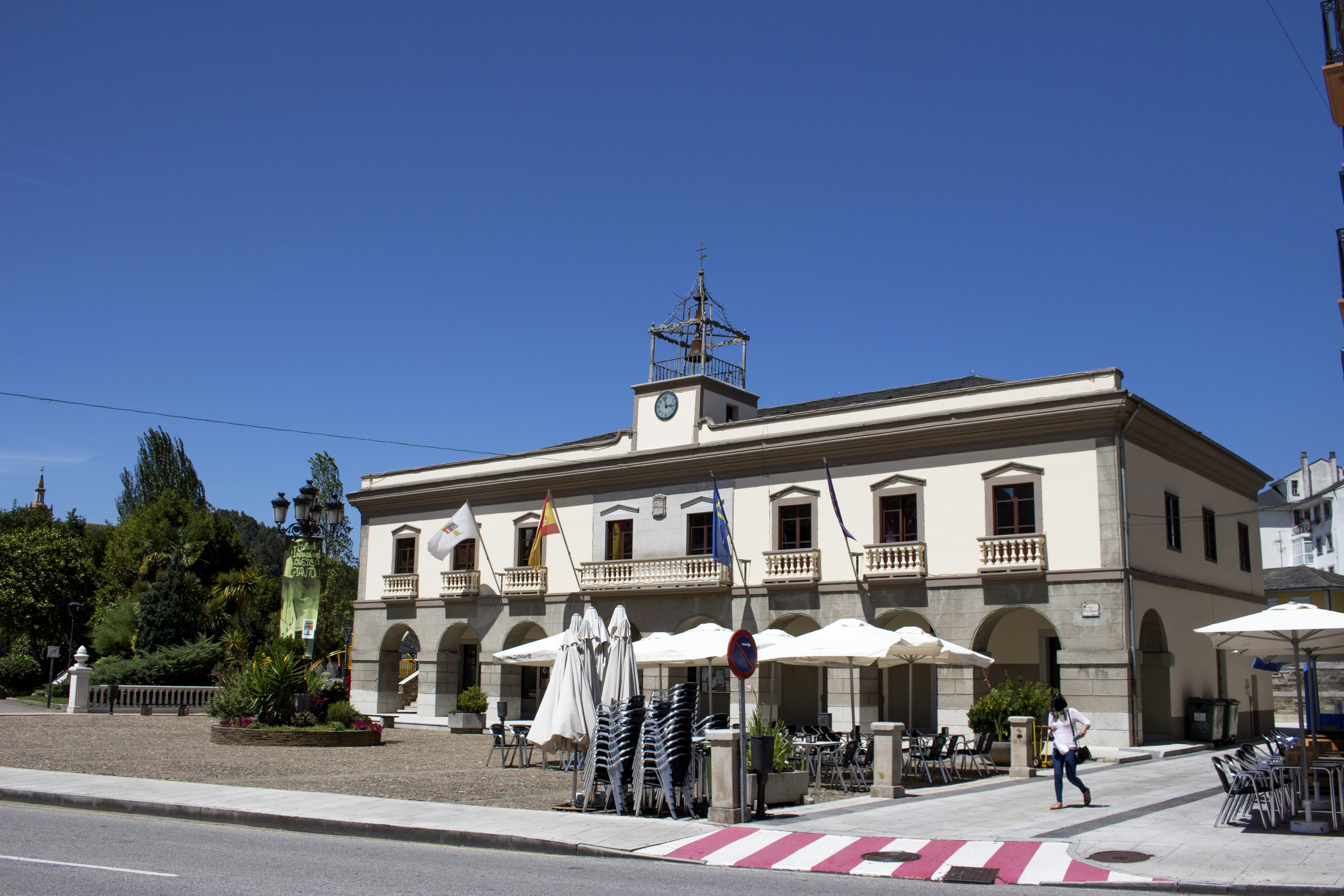
Mairie de Vegadeo.
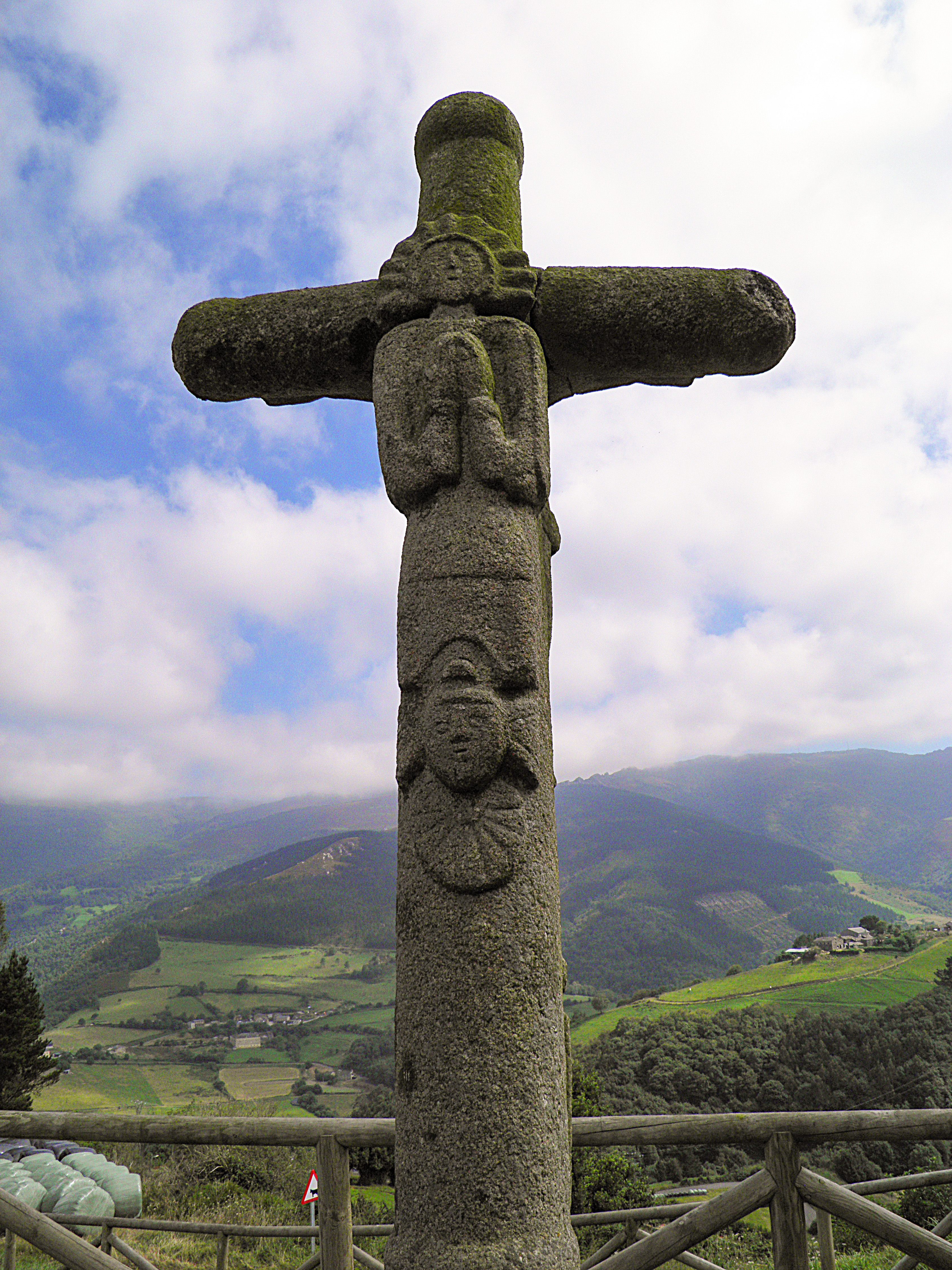
Croix de Paramios, XVIIIe siècle.
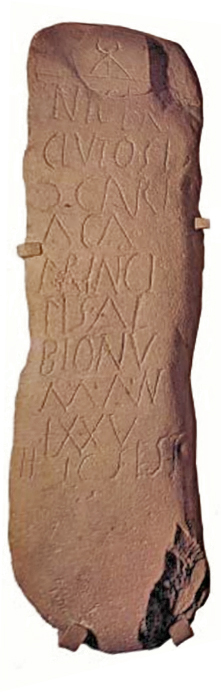
Stèle de Nícer.
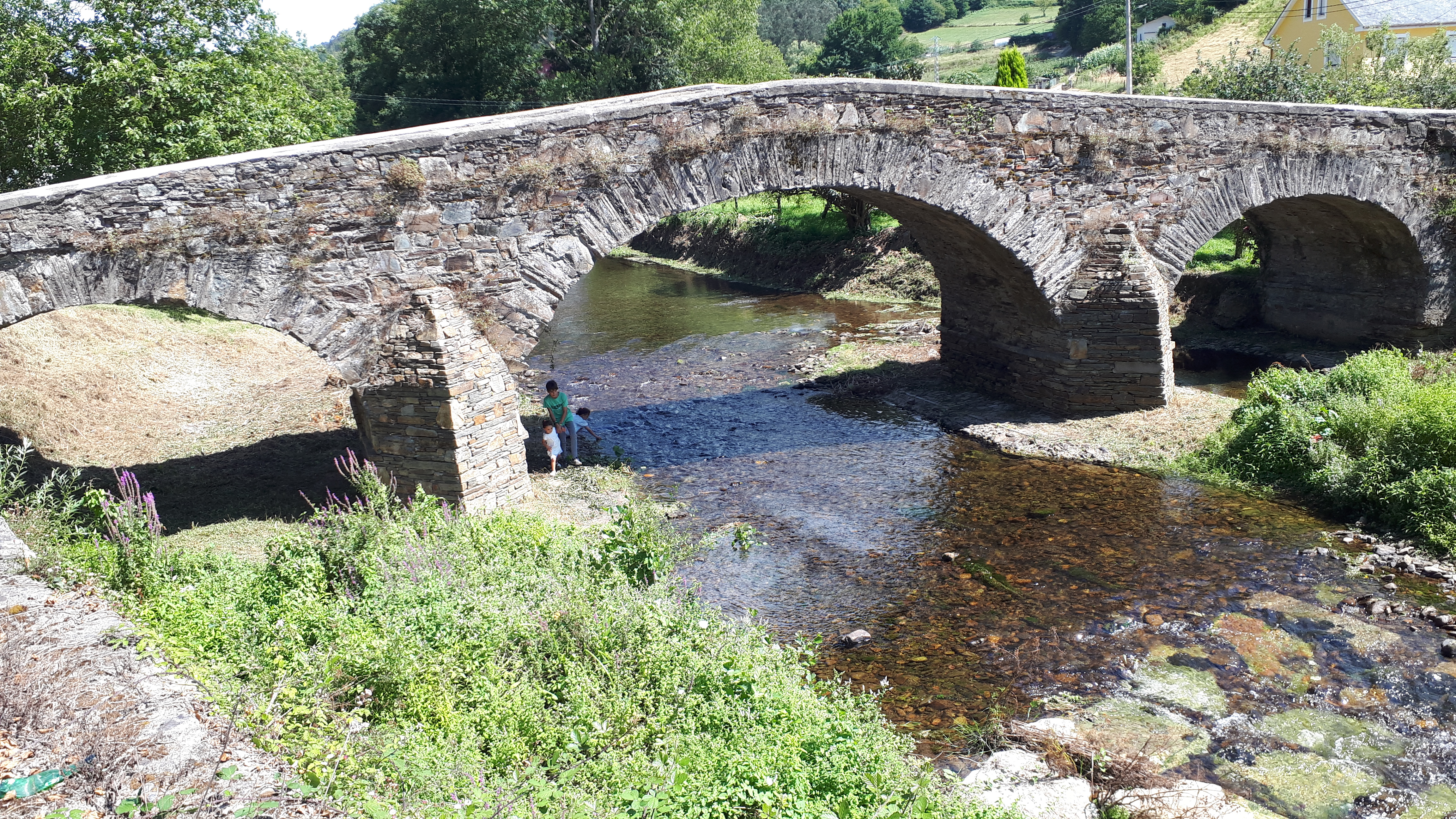
Pont médiéval de Piantón.
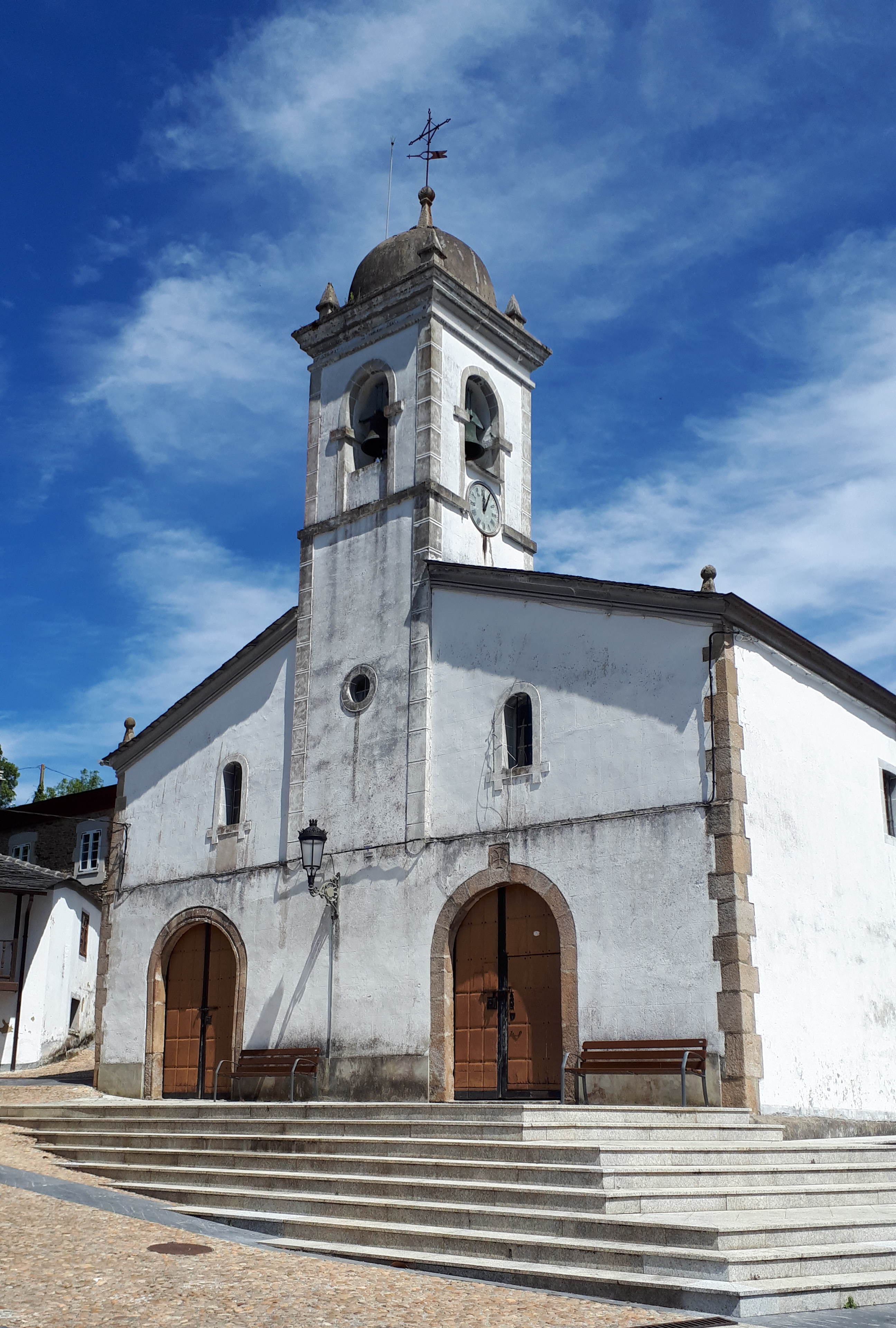
Église de San Esteban de Piantón.